# Hirenandihalli, Byadgi
Hirenandihalli là một làng thuộc tehsil Byadgi, huyện Haveri, bang Karnataka, Ấn Độ.